# Сабаево (Буздякский район)
Саба́ево (баш. Сабай) — село в Буздякском районе Башкортостана, административный центр Сабаевского сельсовета.

## География
Расположено на западе региона, на северо-западе района, на отрогах Бугульминско-Белебеевской возвышенности, в верхнем течении реки Идяш (левом притоке реки Чермасан), на реке Шигай.

### Гидрография
Близ деревни протекают реки Идяш, Каран, Сыгыняды.

### Географическое положение
Расстояние до:
- столицы республики (Уфа): 140 км,
- районного центра (Буздяк): 45 км,
- ближайшей ж/д станции (Буздяк): 45 км.

## История
Село основано татарами Канлинской]] волости Казанской дороги на своих вотчинных землях.
Известна к 1716 году. Согласно документам, башкир деревни Карагай Атыв Кыр-Канлинской волости Балтас Аблаев припустил татар д. Сабаевой Тимяша Шеккулова и дер. Кандры Сырыма Карина (Материалы по истории Башкирской АССР. Т. 3. с. 144).
По договорам 1720, 1782 о припуске здесь поселились тептяри.
В 1834 г. находилась в составе 15-й юрты 12-го башкирского кантона. В ней проживали башкиры-вотчинники Урмекеевой тюбы Кандинской волости (216 человек), 4 башкира-припущенника, принятые по договору владельцев земли от 24 марта 1740 г.
В 1920 в составе Ахуновской волости Белебеевского кантона учтены деревни Старое-Сабаево 1‑я (60 дворов, 317 жителей), Старое-Сабаево 2‑я (282 дворов, 1369 чел.), посёлок Новое-Сабаево (24 человека).
С 1930‑х гг. три населённых пункта фиксируются как одно село под современным названием.

## Население
| 2002 | 2009 | 2010 |
| ---- | ---- | ---- |
| 713  | ↗769 | ↘732 |

Историческая численность населения: В 1865 в 154 дворах проживало 1155 человек, в 1906 — 3019 чел.; 1920—1712; 1939—1235; 1959—892; 1989—777; 2002—713; 2010—732 человека

### Национальный состав
Согласно переписи 2002 года, татары составляли 52 % населения, башкиры — 48 %

## Инфраструктура
Количество дворов — 278, проживают 743 человека.
Основное занятие населения — сельское хозяйство и торговля, частные теплицы, магазины. В 1865 году занимались скотоводством, земледелием, плетением лаптей.
Средняя общеобразовательная школа им. Рената Шарипова.
Дом культуры, библиотека.
До революции были: 3 мечети, училище, 3 водяные мельницы, бакалейная лавка, хлебозапасный магазин.

## Транспорт
Село доступно автотранспортом.

## Религия
В селе проживают мусульмане-сунниты ханафитского мазхаба. До революции 1917 года в деревне функционировали 2 махалли (мусульманские приходы), 3 мечети. В 2002 году учрежден махалля, мусульманский приход № 1942 относящийся к Центральному духовному управлению мусульман России, имам-хатибом избран Ильсур хазрят Билал. 2 июня 2006 г. началось строительство (восстановление) центральной мечети Сабая в оригинальном архитектурном стиле, по проекту архитекторов Билялова Р. В. и Кирайдт Р. И., торжественное открытие которого состоялось 30 июня 2012 г. С 10 августа 2010 г. имам-хатибом мусульманского прихода № 1942 д. Сабай Ильсур хазрет Билалом началось проведение богослужений.

## Известные уроженцы, жители
- Ихсанова, Камал Идиатулловна (1910—2010) — драматическая актриса
- Китабова, Суфия Миргалимовна (1922—1997) — советский и российский учёный-экономист
- Рушат Салихович Мударисов (род. 24 февраля 1974, Сабаево) — драматический актёр, актёр уфимского государственного татарского театра «Нур» (с 1993), народный артист республики Башкортостан (2019).
- Утяшева Римма Амировна — председатель Совета Региональной общественной организации «Национально-культурная автономия татар Республики Башкортостан».